# François Beaupin
François Beaupin est un homme politique français né le 12 février 1842 à Gien (Loiret) et décédé le 25 avril 1916 à Paris

## Biographie
Agriculteur, il est conseiller municipal de la Charité-sur-Loire en 1871, conseiller d'arrondissement en 1876 et conseiller général du canton de la Charité-sur-Loire en 1892.
Il est sénateur de la Nièvre de 1900 à 1916, inscrit au groupe de la Gauche démocratique.